# Buddleja volubilis
Buddleja volubilis là một loài thực vật có hoa trong họ Huyền sâm. Loài này được Lam. mô tả khoa học đầu tiên năm 1792.